# Janice Pennington
Janice Marie Pennington (nacida el 8 de julio de 1942) fue una de las originales "Barker's Beauties" de El Precio Justo, sirviendo como el modelo del programa durante largo tiempo, desde 1972 hasta 2000. También fue Playmate del mes para la revista Playboy en mayo de 1971. Es la hermana mayor de la modelo Ann Pennington. Pennington es también la cofundadora del Festival de Cine de Hollywood.

## Vida personal
Pennington nació en Seattle, Washington. Ha estado casada tres veces. Su primer matrimonio fue con Glenn Jacobson, el segundo fue con el escalador alemán de montaña Friedrich "Fritz" Stammberger, quién desapareció en Afganistán en 1975 mientras escalaba una montaña.  Después de años de búsqueda, finalmente descubrió que Fritz estaba ayudando a la CIA estableciendo bases de montaña a lo largo de la frontera Afgana-Pakistaní. En 1984, se casó con el escritor Carlos de Abreu, indígena de Mozambique.

## El Precio Justo
Durante 29 años, Pennington fue modelo en El Precio Justo, entregando el micrófono a Bob Barker alrededor de 6,000 veces cada vez que el episodio comenzaba. Ella también se lo entregó a Dennis James y Tom Kennedy mientras el programa se emitía entre 1972 y 1986.
En junio de 1988, una cámara golpeó a Pennington y ella se cayó del escenario. Estuvo inconsciente y fue llevada al hospital; la grabación del episodio continuó desde de 45 minutos. El resultado de la cirugía de Pennington le dejó cicatrices y un hombro más corto que el otro, así que no pudo llevar más ropa de baño en el programa.
Cuando Pearson Television tomó el control del programa el 18 de octubre de 2000, el empleo de Pennington terminó después de la grabación del episodio del 13 de diciembre. Firmó un acuerdo por el cual ella no podía hablar sobre el por qué ella se había marchado.